# Stourport-on-Severn

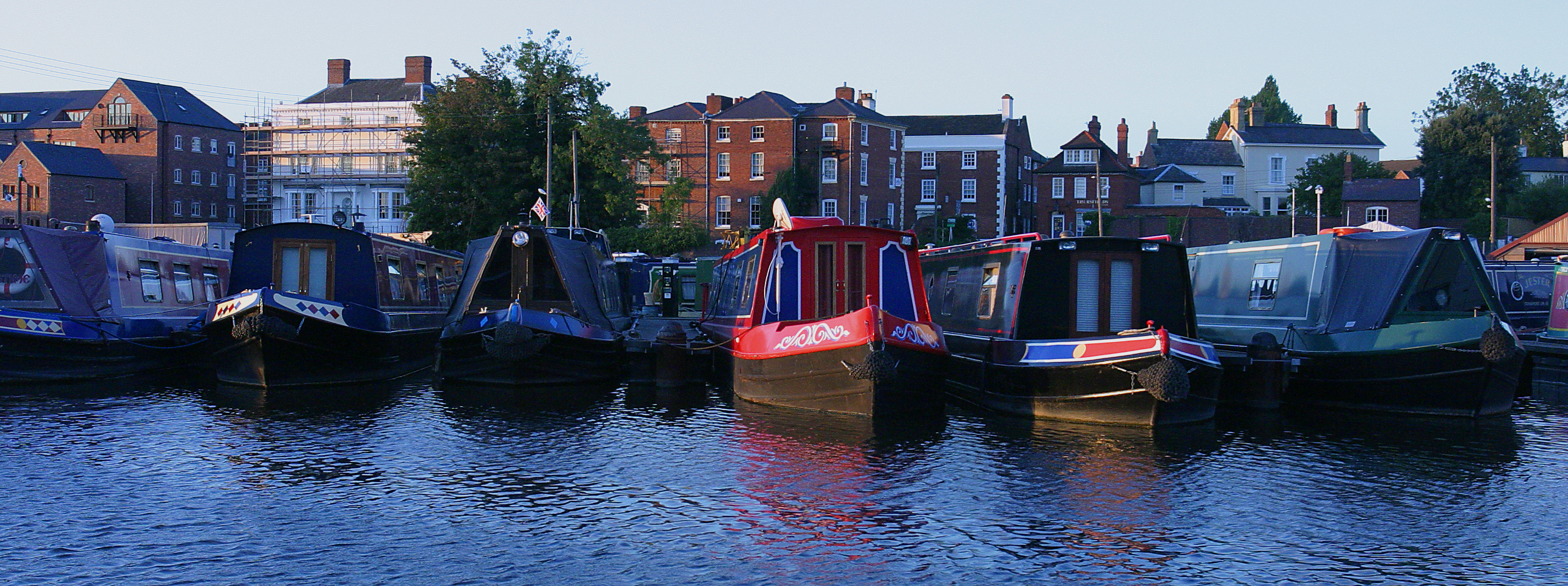
Bassin de Stourport

Stourport-on-Severn est une ville de la région anglaise des Midlands de l'Ouest dans le centre de l'Angleterre appartenant au comté de Worcestershire.
Elle est située au confluent de la Stour et de la Severn.

## Jumelage
- Villeneuve-le-Roi (France) depuis le 25 septembre 1971